# Willi Schröder (Leichtathlet)
Wilhelm „Willi“ Schröder (* 2. Juni 1894 in Brünninghausen; † 19. Februar 1967 in Hildesheim) war ein deutscher Leichtathlet, der sich auf das Kugelstoßen spezialisiert hatte.

## Sportliche Karriere
Schröder trat von 1921 bis 1925 für den VfB Waltrop an, von 1926 bis 1928 startete er für den Dortmunder SC 1895. Bei Deutschen Meisterschaften siegte er 1926 in Leipzig. 1922 in Duisburg und 1923 in Frankfurt am Main wurde er Dritter. Von 1925 bis 1928 nahm Schröder an vier Länderkämpfen teil. Seine Bestleistung von 14,66 Meter erreichte er am 3. Juni 1928 in Gießen. Schröder war Bergmann und Aufseher. Nach dem Zweiten Weltkrieg leitete er eine Wäscherei in Hildesheim.